# Captive (Fear the Walking Dead)
«Capturada» —título original en inglés: «Captive»— es el quinto episodio de la segunda temporada de la serie de televisión posapocalíptica y de horror Fear the Walking Dead. El guion estuvo firmado por Carla Ching y Craig Zisk dirigió el episodio, que se emitió por AMC el 8 de mayo de 2016 en los Estados Unidos y en Latinoamérica.
Este episodio marcó la aparición final de Michelle Ang como Alex de los episodios web Fear the Walking Dead: Flight 462. Ang solo apareció en dos episodios acreditada en el elenco principal.

## Trama
El grupo planea usar al rehén como cebo para recuperar a Travis y Alicia. Alicia intenta hacerse amiga de Jack y encontrar su camino a casa sola, mientras Travis está encerrado en una celda. Chris se queda para vigilar al rehén y termina disparándole en la cara, matándolo. Él le dice a Madison que el hombre se estaba convirtiendo, pero a ella le preocupa que se esté desquiciando. Travis ve a Alex con el grupo de Jack y ella le admite que dio información sobre ellos cuando fue encontrada. Madison puede obtener la liberación de Travis, intercambiándolo por el ahora zombificado hermano del líder y escapan en el caos, quien ataca a los bandidos. Alicia se libera de Jack y se va con Travis y Madison de vuelta al yate.

## Recepción
"Captive" recibió críticas negativas de los críticos. En Rotten Tomatoes, obtuvo una calificación de 46%, con un puntaje promedio de 6.71 / 10 basado en 13 comentarios. El consenso del sitio dice, "" Cautivo "es un episodio desequilibrado plagado de conversaciones sin incidentes y malas decisiones de carácter, que termina con una breve historia que se siente sin sentido e incompleta".
Matt Fowler de IGN le dio a "Captive" a 7.0/10.0 calificación indicando; ""Captive" tenía una premisa emocionante y tenía muchas promesas, pero nunca se unió como debería. Alicia debería haber podido hacer más para facilitar su propio escape / rescate y el tonto plan zombi encapuchado solo parece trabajo, bueno, porque el programa quería que funcionara. Además, en este punto, Chris necesita ser remolcado detrás de Abigail en una balsa. Aun así, disfruté de Madison y Daniel tomando el control de la situación y simplemente enfrentándome a un gran conflicto contra fuerzas superiores porque no tenían otra opción."

### Audiencia
"Captive" fue visto por 4.41 millones de televidentes en los Estados Unidos en su fecha de emisión original, debajo de la clasificación del episodio anterior de 4.80 millones.